# Training Day (ścieżka dźwiękowa)
Training Day – ścieżka dźwiękowa pochodząca z filmu Dzień próby. Kompozycja została wydana 11 września, 2001 roku. Album uplasował się na słabym, 35. miejscu notowania Billboard 200 i na 19. na Top R&B/Hip-Hop Albums. Ścieżka dźwiękowa była także notowana na Top Soundtracks, gdzie dotarła do 3. miejsca. Album był promowany dwoma singlami: "Number 1", rapera i piosenkarza - Nelly i "Put It on Me" - Dr. Dre, DJ-a Quik i Mimi.

## Lista utworów
1. "Keep Your Eyes Open (film dialogue)" – :06
2. "W.O.L.V.E.S." – 3:57 (Krumbsnatcha & M.O.P.)
3. "Bounce, Rock, Golden State" – 4:05 (Xzibit, Ras Kass & Saafir)
4. "Put It on Me" – 5:04 (Dr. Dre, DJ Quik & Mimi)
5. "#1" – 4:23 (Nelly)
6. "Fuck You" – 3:54 (Pharoahe Monch)
7. "Watch the Police" – 2:49 (C-Murder & Trick Daddy)
8. "Dirty Ryders" – 4:20 (The Lox)
9. "Crooked Cop" – 3:57 (Napalm)
10. "American Dream" – 5:21 (Sean Combs, Mark Curry, Black Rob & David Bowie)
11. "Greed" – 3:24 (Cypress Hill & Kokane)
12. "Guns N' Roses" – 3:38 (Clipse & The Neptunes)
13. "Tha Squeeze" – 3:28 (Gang Starr)
14. "Let Us Go" – 4:38 (King Jacob & Professor)
15. "Training Day (In My Hood)" – 4:21 (Roscoe)
16. "Protect Your Head" – 4:18 (Soldier B)
17. "Wolf or Sheep (film score)" – 3:41 (Mark Mancina)